# Michele Pascolato
Michele Pascolato (Venezia, 23 ottobre 1907 – San Paolo del Brasile, 16 maggio 1988) è stato un politico e avvocato italiano.

## Biografia
Avvocato, fu ispettore del Partito Nazionale Fascista e presidente della confederazione fascista aziende del credito e dell'assicurazione. Sedette alla Camera dei deputati nella XXX legislatura. Dall'ottobre 1941 al febbraio 1943 fu sottosegretario al Ministero dell'agricoltura e delle foreste del governo Mussolini.
Sua figlia, Costanza Pascolato è considerata la "papessa della moda" in Brasile. 